# Laura James
Laura Ellen James (Cambridge, Nueva York, 18 de noviembre de 1990) es una modelo estadounidense. Es la hija del actor John James, conocido por interpretar a Jeff Colby en la telenovela de los años ochenta Dynasty. Su madre también es una modelo que representó a Australia en el concurso Miss Mundo. En 2012, James saltó a la fama después de ganar el ciclo 19 de America's Next Top Model y, como consecuencia, firmó con L.A. Models y New York Model Management.

## Primeros años
James nació en Cambridge, Nueva York, del actor estadounidense John James y de la modelo australiana Denise Coward, segunda finalista en Miss Mundo 1978. Tiene un hermano menor, Philip James. Antes de formar parte de America's Next Top Model, James estudió en Paul Smith's College, estudiando gestión del turismo hotelero.

## Carrera

### America's Next Top Model
En 2012, James fue seleccionado para competir en el ciclo 19 de America's Next Top Model. En la competencia, ella fue una de las candidatas favoritas, recibiendo tres primeros llamados y ganando tres retos para su banco de becas. Apareció en las dos últimas tres veces. En Jamaica, James estuvo entre las dos últimas con Nastasia Scott después de la sesión de fotos de Dream Come True por sus débiles fotos, pero al final, obtuvo el puntaje más alto dejándola para competir junto a las concursantes Leila Goldkuhl y Kiara Belen en el final. En la última pasarela de Rose Hall, James tuvo problemas con su paso por la pasarela y, en el panel, fue criticada por su dura caminata, pero fue elogiada por su foto de Nine West. Al final, James recibió el promedio total más alto de las tres concursantes restantes, convirtiéndola en la ganadora. Como resultado, le ofrecieron contratos de modelaje con New York Model Management y L.A. Models, se convirtió en el rostro de la fragancia Dream Come True, ganó un desplegado en la revista Nylon, campañas con Nine West y Smashbox Cosmetics, y $100,000 dólares de premio en efectivo, así como los $30,000 dólares que ganó de sus tres retos ganados que se utilizarán para pagar su educación universitaria.

### Modelaje
James firmó con New York Model Management y L.A. Models y también tuvo una campaña con Nine West y Smashbox Cosmetics como parte de su paquete de premios. También se convirtió en la cara del perfume Dream Come True de America's Next Top Model, y tuvo una portada y un desplegado en la revista Nylon. El 28 de marzo de 2013, filmó una campaña con Guess junto con DJ Tiësto y Meghan Von Wiggins para WMag Event. Apareció en el episodio final del ciclo 20 con el juez y modelo Rob Evans. También apareció en la edición de junio de 2013 de Vogue Italia.